# Franck Dumoulin
Franck Dumoulin (Denain, 13 de maio de 1973) é um atirador olímpico francês, campeão olímpico.

## Carreira
Franck Dumoulin representou a França nas Olimpíadas, de 1996 á 2012, conquistou a medalha de ouro na pistola de ar 10m, em 2000.